# Leni

Ubicació de Leni dins de la província

Leni (sicilià Leni) és un municipi italià, dins de la ciutat metropolitana de Messina. L'any 2009 tenia 690 habitants. Es troba dins l'illa de Salina, a l'arxipèlag Eòlic. Limita amb els municipis de Malfa i Santa Marina Salina, que es troben a la mateixa illa.

## Administració
| Període | Identitat      | Partit |
| ------- | -------------- | ------ |
| 2009-   | Riccardo Gullo |        |